# The Fishing & Hunting Channel
The Fishing and Hunting Channel este un canal tematic de televiziune. Emisiunile nu se adresează strict celor avizați, ci și iubitorilor de natură.

## Despre canal
Fishing and Hunting Channel este deținut de Tematic Media Group și este disponibil în 10 țări: Ungaria, România, Bulgaria, Slovacia, Republica Cehă, Serbia, Muntenegru, Croația, Bosnia și Republica Moldova.
Fishing and Hunting Channel este un canal unic în CEE, ce promovează prin emisiunile sale de pescuit, de vânătoare și de cooking respectul pentru natură și animale precum și un stil de viață sportiv și sănătos pentru profesioniști, pentru amatori, dar și pentru întreaga familie. Emite în 5 limbi străine, la calitate Full HD, 24 ore/7 zile pe săptămână și ajunge în peste 15 milioane de locuințe din Europa Centrală și de Est.
În anul 2016 televiziunea a organizat prima ediție a Fishing & Hunting Expo, care în curând a devenit cea mai mare expoziție de pescuit, vânătoare, ambarcațiuni  și outdoor din România, având peste 13,000 vizitatori și crescând de la an la an.
Fishing & Hunting Expo a reușit să adune cei mai importanți producători și distribuitori de echipamente specifice pentru pescuit, vânătoare, ambarcațiuni și articole sportive din CEE. În cadrul expoziției există workshop-uri de pescuit alături de pescari titrați, începând cu primele ore ale dimineții și până la închidere, pe scenă sau la piscina special amenajată pentru testări.
În anul 2018, alături de Fishing & Hunting Expo se desfășoară și Festivalul Peștelui, unde cele mai importante restaurante cu specific pescăresc și vânatoresc își dau întâlnire într-un cadru perfect.

## Istorie
Înainte de fuziune canalul Fishing and Hunting aparținea de compania IKO Media Group, iar PV TV era distribuit de Tematic Cable în Ungaria, România, Bulgaria, Slovacia, Republica Ceha, Serbia, Muntenegru, Croația, Bosnia și Moldova.
Ambele canale difuzează programe de pescuit și vânatoare, care includ reportaje și informatii de la evenimente și târguri specifice (evenimente locale, regionale sau internaționale), dar emisiuni care să dezvolte cunostințele despre pescuit și vânatoare sau să promoveze aceste hobby-uri.
Cele două canale au de fapt o origine comună, pentru că inițial a existat televiziunea Fishing and Hunting (lansată pe 15 mai 2008), apoi denumirea acesteia a fost schimbată în PV TV (pe 12 octombrie 2009). Ulterior s-a decis și reînfiintarea separată a canalului Fishing and Hunting.
Pe 11 iunie 2013 a fost lansată versiunea HD a canalului PV TV.
Începand cu 15 mai 2014, televiziunile PV TV și Fishing and Hunting au fuzionat, devenind un singur canal, numit The Fishing and Hunting Channel deținut de Tematic Media Group. Fuziunea a fost cauzată de faptul că în februarie 2014 Tematic Cable a cumpărat canalul PVTV împreună cu Sport Klub și DOQ de la IKO Media Group devenind Tematic Media Group.